# Puberty Blues
Pour les articles homonymes, voir Puberty Blues (homonymie).
Puberty Blues est une série télévisée australienne en 17 épisodes de 45 minutes créée par John Edwards et Imogen Banks, diffusée entre le 15 août 2012 et le 7 mai 2014 sur Network Ten. Il s'agit de l'adaptation du roman du même titre de Kathy Lette (en) et de Gabrielle Carey (en) publié en 1979, qui a également inspiré le film Puberty Blues de 1981.
À la suite du succès de la série, une deuxième série a ensuite été confirmée en octobre 2012.
Cette série est inédite dans tous les pays francophones.

## Synopsis
Se déroulant à la fin des années 1970, la série tourne autour de la famille et des amis de Debbie et Sue, deux amies adolescentes inséparables qui entrent dans l'âge adulte, dans le Sutherland Shire de Sydney.

## Distribution

### Acteurs principaux
- Ashleigh Cummings : Debbie Vickers
- Brenna Harding (en) : Sue Knight
- Claudia Karvan : Judy Vickers
- Jeremy Lindsay Taylor (en) : Martin Vickers
- Ed Oxenbould : David Vickers
- Susie Porter : Pam Parker
- Daniel Wyllie (en): Roger Knight
- Rodger Corser : Ferris Hennessey
- Susan Prior : Yvonne Hennessey
- Sean Keenan : Gary Hennessey
- Isabelle Cornish : Vicki
- Charlotte Best (en) : Cheryl Hayes
- Katie Wall (en) : Lynette Hayes
- Reef Ireland : Bruce Board
- Dylan Goodearl : Danny Dixon
- Jonathan Gavin : Graham
- Christian Byers (en) : Mark « Woody » Woods

## Épisodes
Les épisodes, sans titres, sont numérotés de 1 à 17.